# Julia Shaw (Psychologin)

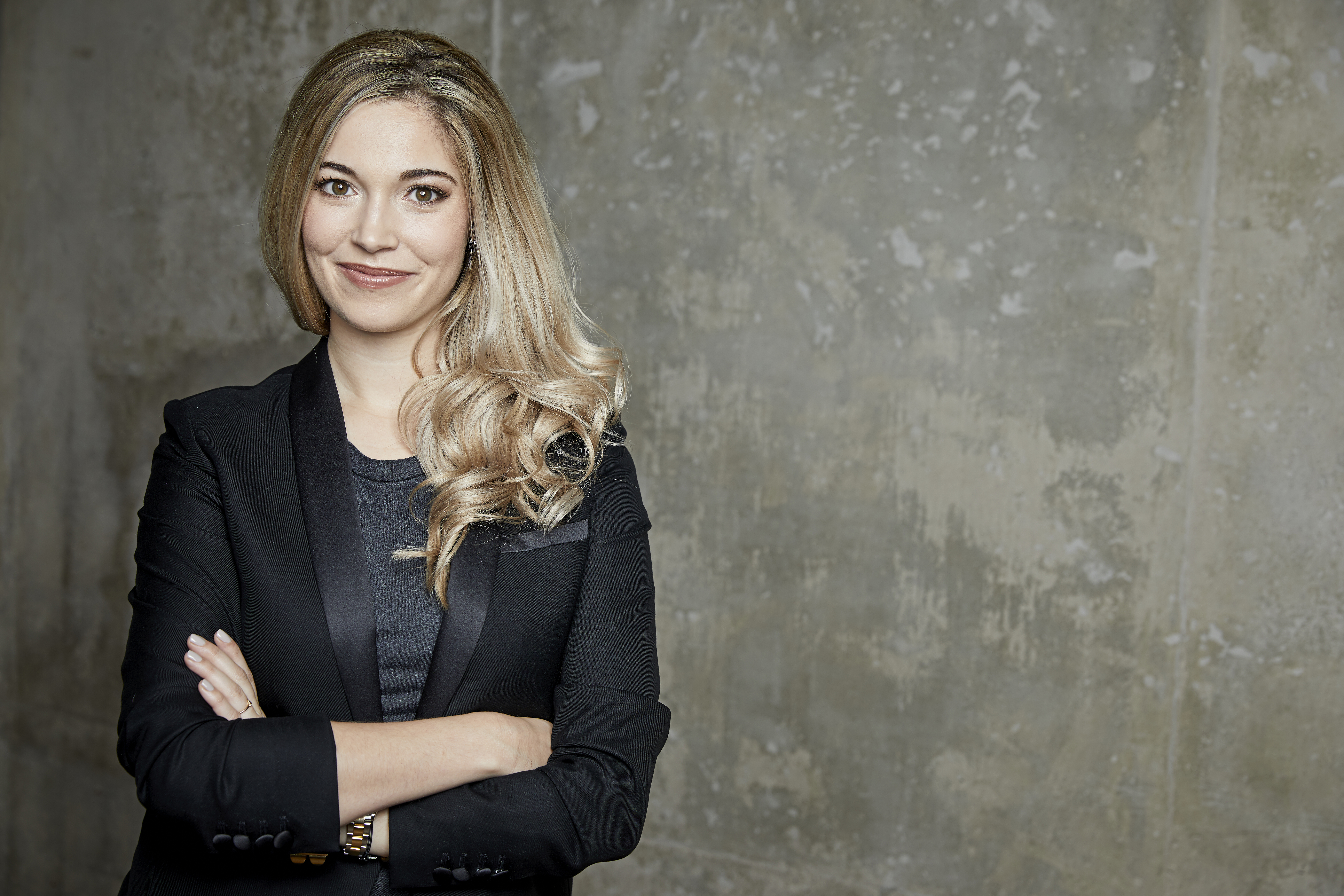
Julia Shaw (2018)

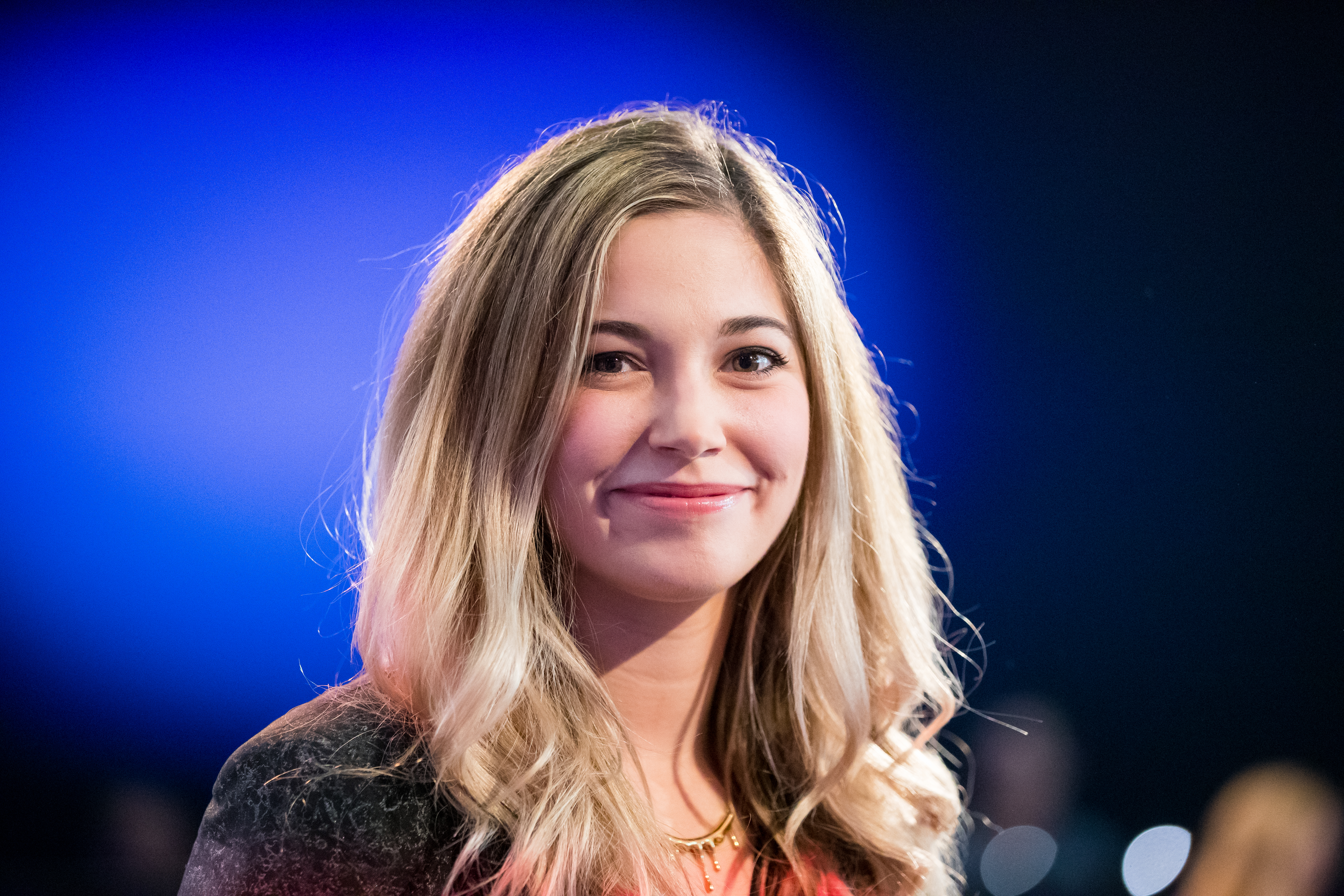
Julia Shaw bei der Frankfurter Buchmesse 2018

Julia Shaw (* 20. Januar 1987 in Köln) ist eine deutsch-kanadische Rechtspsychologin und Autorin dreier populärwissenschaftlicher Sachbücher. Sie wurde mit Forschungen zu Erinnerungen und deren Manipulationen bekannt und hat auch Sachbücher zum Bösen und zur Bisexualität veröffentlicht.

## Leben
Shaw wurde in Köln geboren und verbrachte ihre Jugend in Köln, Bonn und Vancouver. Nach dem Abitur auf dem Elisabeth-von-Thüringen-Gymnasium in Köln studierte sie in Kanada an der Simon Fraser University Psychologie und schloss ihr Studium mit einem Bachelor ab. Danach ging sie in die Niederlande und erwarb einen Master of Science in Psychologie und Rechtswissenschaften an der Universität Maastricht. Zurück in Kanada, promovierte Shaw an der University of British Columbia in Psychologie. Von 2013 bis 2015 hatte sie eine Stelle als Lecturer für forensische Psychologie an der University of Bedfordshire inne, von 2015 bis 2017 arbeitete sie an der London South Bank University. Seit dem Sommer 2017 hat sie eine unbezahlte Position als Research Associate am University College London (UCL) inne.
Shaw verfasst regelmäßig populärwissenschaftliche Beiträge für den Mind Guest Blog des Scientific American und veröffentlichte 2016 ihr erstes Buch, das sich ebenfalls mit Erinnerungsverfälschungen befasst. Seit Januar 2022 veröffentlicht sie zusammen mit der Sängerin und Songwriterin Jazzy Gudd den True-Crime-Podcast Böse.
Sie ist Mitgründerin von Spot, mit dem es möglich sein soll, anonym und online Fälle von Belästigung in Unternehmen an die jeweilige Personalabteilung zu melden.

## Werk und Wirkung
Shaw richtet sich mit ihren Büchern an die breitere Öffentlichkeit. Sie beschäftigt sich unter anderem mit Erinnerungsverfälschungen und veröffentlichte 2015 zusammen mit Stephen Porter eine Studie, in der beide behaupteten, dass sie 70 Prozent der Probanden davon überzeugt hätten, ein Verbrechen in der Vergangenheit begangen zu haben und sich nun an dieses zu erinnern. Diese Studie wurde außerhalb der Fachwissenschaft ausführlich in den Medien aufgegriffen.
In einer fachwissenschaftlichen psychologischen Studie wurde allerdings insbesondere die Höhe der von Shaw und Porter behauptete Zahl von 70 Prozent experimentell erzeugter „falscher Erinnerungen“ kritisiert. Die Autoren der Studie kritisierten zudem die fehlende Unterscheidung zwischen den unterschiedlichen Konzepten „falsche Erinnerungen“ (false memories) einerseits und „falsche Überzeugungen“ (false beliefs) anderseits. Die Autoren der Studie verwendeten eine nach ihren Aussagen gebräuchlichere Codierung und kamen damit auf einen entsprechenden Wert von nur mehr etwa 26–30 %. Shaw beantwortete die Kritik in einem eigenen Kommentar in derselben Fachzeitschrift.
Shaws zweites Buch Böse von 2018 wurde unter anderem in einer Rezension der FAZ ausgesprochen kritisch als anspruchslose Materialsammlung für Partyplaudereien bezeichnet. Shaws 2022 erschienenes drittes Buch handelt, teilweise ausgehend von Shaws eigener Bisexualität, von der Bisexualität und dem Spektrum romantischer und sexueller Orientierung aus naturwissenschaftlicher, historischer und kultureller Perspektive.

## Schriften
- The Memory Illusion, London 2016

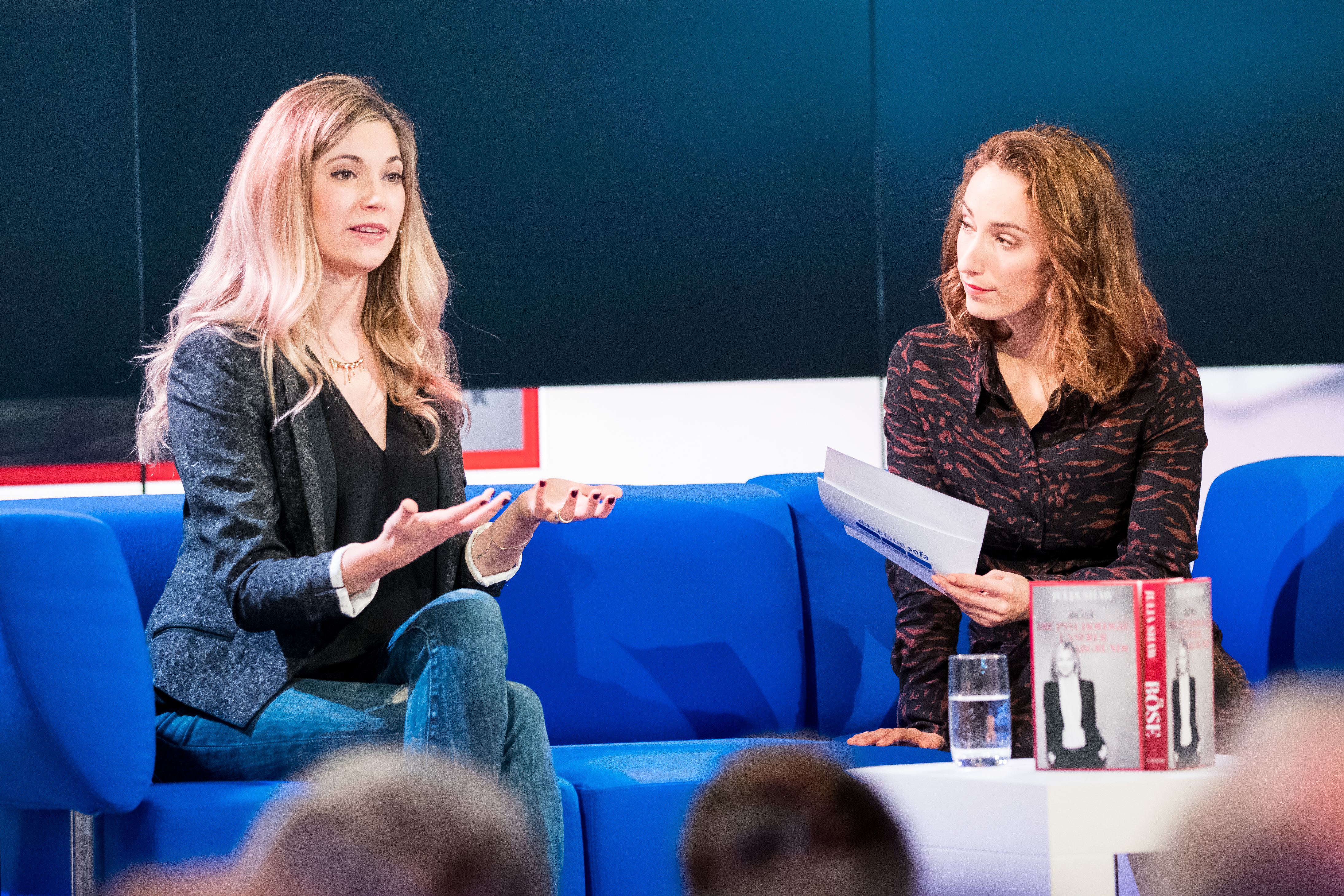
Julia Shaw (l.) und Vivian Perkovic (r.) bei der Frankfurter Buchmesse (2018)

  - Das trügerische Gedächtnis. Wie unser Gehirn Erinnerungen fälscht. Hanser, München 2016, ISBN 978-3-446-44877-3.
- Making Evil, London 2018
  - Böse. Die Psychologie unserer Abgründe. Hanser, München 2018, ISBN 978-3-446-26029-0.
- Bi: The Hidden Culture, History and Science of Bisexuality, London 2022
  - Bi: Vielfältige Liebe entdecken. Hanser, München 2022, ISBN 978-3-446-27293-4.